# Silentiarius
Silentiarius, z greckiego silentiarios (gr.: σιλεντιάριος) – łaciński tytuł nadawany urzędnikom dworu cesarskiego w Bizancjum, odpowiedzialnym za porządek i spokój (łac. silentium) w Wielkim Pałacu w Konstantynopolu. W środkowym okresie historii Bizancjum (stulecia VIII-XI) został przekształcony w honorowy tytuł dworski.
Tytuł jest po raz pierwszy poświadczony w akcie cesarskim datowanym na 326 lub 328 rok . Nadzór nad scholą silentiarii sprawował praepositus sacri cubiculi, który z kolei podlegał magistrowi officiorum. Zadaniem silentiariusa było zachowanie porządku podczas audiencji cesarskich i zwoływanie zebrań rady cesarskiej, zwanej consistorium (sam akt zwołania był nazywany: silentium nuntiare). Czterech silentiarii było wyznaczonych do służby cesarzowej. Silentiarii byli wybierani spośród klasy senatorskiej i zwalniani ze zwykłych obowiązków swojej klasy.
Ceremonię nadania urzędu przez cesarza opisał Piotr Patrycjusz. Po VI wieku urząd silentiariusa przekształcił się czysto ceremonialny . Na listach tytułów z IX i X wieku pojawia się jako drugorzędny tytuł dworski przyznawany "brodatym mężczyznom" (tj. nie-eunuchom). Ostatnie poświadczone wystąpienie tego tytułu zanotowano za panowania Nicefora II Fokasa (963-969), jak większość tytułów ze środkowego okresu historii Bizancjum, zanikł on w XI-XII wieku .